# Zemun (nádraží)
Zemun (cyrilicí Земун) je železniční stanice, která se nachází na trati Bělehrad–Subotica, resp. na trati Bělehrad–Záhřeb v severní části Srbska, na západním okraji Bělehradu. Ve směru na Subotici za ní následuje stanice Zemun polje, ve směru na Bělehrad pak stanice Tošin bunar.
V současné době slouží především pro příměstskou železniční dopravu (Beovoz a BG VOZ). Svůj název má podle Zemunu, bývalého města a dnes městské části Bělehradu, kde celá trať kdysi končila. Původní stanice a konec trati, včetně celního úřadu byly nakonec zrušeny a od roku 1981 je nádraží na současném místě. V roce 2022 byla stanice kompletně přestavěna v souvislosti s modernizací celé železniční trati, resp. jejího úseku z Bělehradu do Nového Sadu.